# Шике, Андраш
Андраш Шике (венг. Sike András); род. 18 июля 1965, Эгер, Венгрия — венгерский борец греко-римского стиля, чемпион Олимпийских игр, призёр чемпионатов мира и Европы.

## Биография
Начал заниматься борьбой в клубе Eger SE. В 1982 году, после того как он стал чемпионом Венгрии среди молодёжи, он перебрался в клуб Ferencvárosi TC.
В 1983 году занял третье место на чемпионате мира в категории espoir (подающих надежды). В 1984 году в той же категории был вторым на чемпионате Европы. В 1985 году на чемпионате Европы среди взрослых остался шестым; того же результата достиг в следующем году, а также был четвёртым на розыгрыше Кубка мира. В 1987 году занял третьем место на турнире Золотой Гран-при, был четвёртым на чемпионате Европы, был только 16-м на чемпионате мира и 7-м на Гала Гран-при FILA. В 1988 году был третьим на чемпионате Европы и вторым на Гала Гран-при FILA и Гран-при Германии.
На Летних Олимпийских играх 1988 года в Сеуле боролся в категории до 57 килограммов (легчайший вес). Участники турнира, числом в 21 человек в категории, были разделены на две группы. За победу в схватках присуждались баллы, от 4 баллов за чистую победу и 0 баллов за чистое поражение. В каждой группе определялись четыре борца с наибольшими баллами (борьба проходила по системе с выбыванием после двух поражений), они разыгрывали между собой места с первое по восьмое. Победители групп встречались в схватке за первое-второе места, занявшие второе место — за третье-четвёртое места и так далее. Андраш Шике, победив во всех схватках, стал олимпийским чемпионом.
| Круг  | Соперник        | Страна                                       | Результат | Основание                               | Время схватки |
| ----- | --------------- | -------------------------------------------- | --------- | --------------------------------------- | ------------- |
| 1     | Сундзи Накадомэ | Япония                                       | Победа    | 6-0 (3 балла)                           |               |
| 2     | Янг Чансен      | Китай                                        | Победа    | Туше (4 балла)                          | 5:41          |
| 3     | Рыфат Йылдыз    | Федеративная Республика Германии (1949—1990) | Победа    | Пассивность соперника (3 балла)         |               |
| 4     | Гази Салах      | Ирак                                         | Победа    | 16-0 за явным преимуществом (3,5 балла) | 1:41          |
| Финал | Стоян Балов     | Болгария                                     | Победа    | Отказ от продолжения схватки            | 3:38          |

В 1989 году на чемпионате мира был третьим.  В 1990 году на чемпионате Европы поднялся до второго места, в 1991 году был только пятым, а на чемпионате мира 1991 года был третьим. В 1992 году остался шестым на Гран-при Германии. 
В 1990-1991 годах боролся в бундеслиге в Германии. 
На Летних Олимпийских играх 1992 года в Барселоне боролся в категории до 57 килограммов (легчайший вес). Участники турнира, числом в 19 человек в категории, были разделены на две группы. Регламент, в основном, остался прежним, только в финальные схватки из группы выходили по пять лучших спортсменов в группе. Проиграв две встречи, Андраш Шике занял пятое место в группе, на матч за девятое место не явился, впрочем так же, как и его соперник.
| Круг | Соперник         | Страна   | Результат | Основание       | Время схватки |
| ---- | ---------------- | -------- | --------- | --------------- | ------------- |
| 1    | Исаак Феодоридис | Греция   | Победа    | 3-2 (3 балла)   | 3:40          |
| 2    | Дайсуке Ханахара | Япония   | Победа    | 8-1 (3 балла)   |               |
| 3    | Рыфат Йылдыз     | Германия | Поражение | Туше (0 баллов) | 1:38          |
| 4    | Вильям Лара      | Куба     | Поражение | 1-0 (0 баллов)  |               |

В 1993 году остался пятым на чемпионате Европы, в 1994 году четырнадцатым, в 1995 году семнадцатым. 
В 1988 году окончил институт физической культуры. Оставив карьеру, стал тренером в родном клубе. Среди его учеников, в частности Золтан Фодор, серебряный призёр олимпийских игр 2008 года. 
В 2001 году за мошенничество в сфере недвижимости был привлечён к уголовной ответственности и был приговорён к 1,5 годам лишения свободы. Тренерская лицензия у него была отобрана, и Андраш Шике после освобождения открыл ресторан.